# Turniej Nordycki 2003
Turniej Nordycki 2003 to 7. edycja Turnieju Nordyckiego (Skandynawskiego) w historii skoków narciarskich. W tym sezonie odbyły się trzy konkursy. Zwycięzcą całego cyklu został Adam Małysz.
Zawody turnieju zostały rozegrane w Oslo oraz dwukrotnie w Lahti.

## Zwycięzcy konkursów
| Lp | Data          | Miejsce | 1. miejsce  | 2. miejsce                   | 3. miejsce     |
| -- | ------------- | ------- | ----------- | ---------------------------- | -------------- |
| 1. | 9 marca 2003  | Oslo    | Adam Małysz | Roar Ljøkelsøy Florian Liegl |                |
| 2. | 14 marca 2003 | Lahti   | Adam Małysz | Matti Hautamäki              | Sven Hannawald |
| 3. | 15 marca 2003 | Lahti   | Adam Małysz | Matti Hautamäki              | Tami Kiuru     |

## Klasyfikacja końcowa 2003
Zwycięzcą klasyfikacji generalnej został po raz drugi w swojej karierze Adam Małysz. Zwyciężył on we wszystkich trzech konkursach.
| Miejsce | Zawodnik           | Punkty |
| ------- | ------------------ | ------ |
| 1       | Adam Małysz        | 300    |
| 2       | Matti Hautamäki    | 210    |
| 3       | Tami Kiuru         | 139    |
| 4       | Florian Liegl      | 127    |
| 5       | Martin Höllwarth   | 116    |
| 6       | Sven Hannawald     | 104    |
| 7       | Noriaki Kasai      | 100    |
| 8       | Roar Ljøkelsøy     | 92     |
| 9       | Tommy Ingebrigtsen | 86     |
| 10      | Michael Uhrmann    | 81     |